# Sauber C24
Sauber C24 byl vůz Formule 1 postavený společností Sauber pro sezónu 2005.
Vůz C24 řídili Jacques Villeneuve a Felipe Massa, což bylo poprvé, kdy měl Sauber neevropskou sestavu jezdců. Tým neměl testovacího jezdce. Sauber skončil na 8. místě v poháru konstruktérů se ziskem pouhých 20 bodů, což bylo nejnižší umístění týmu od sezóny 2000.

## Přehled

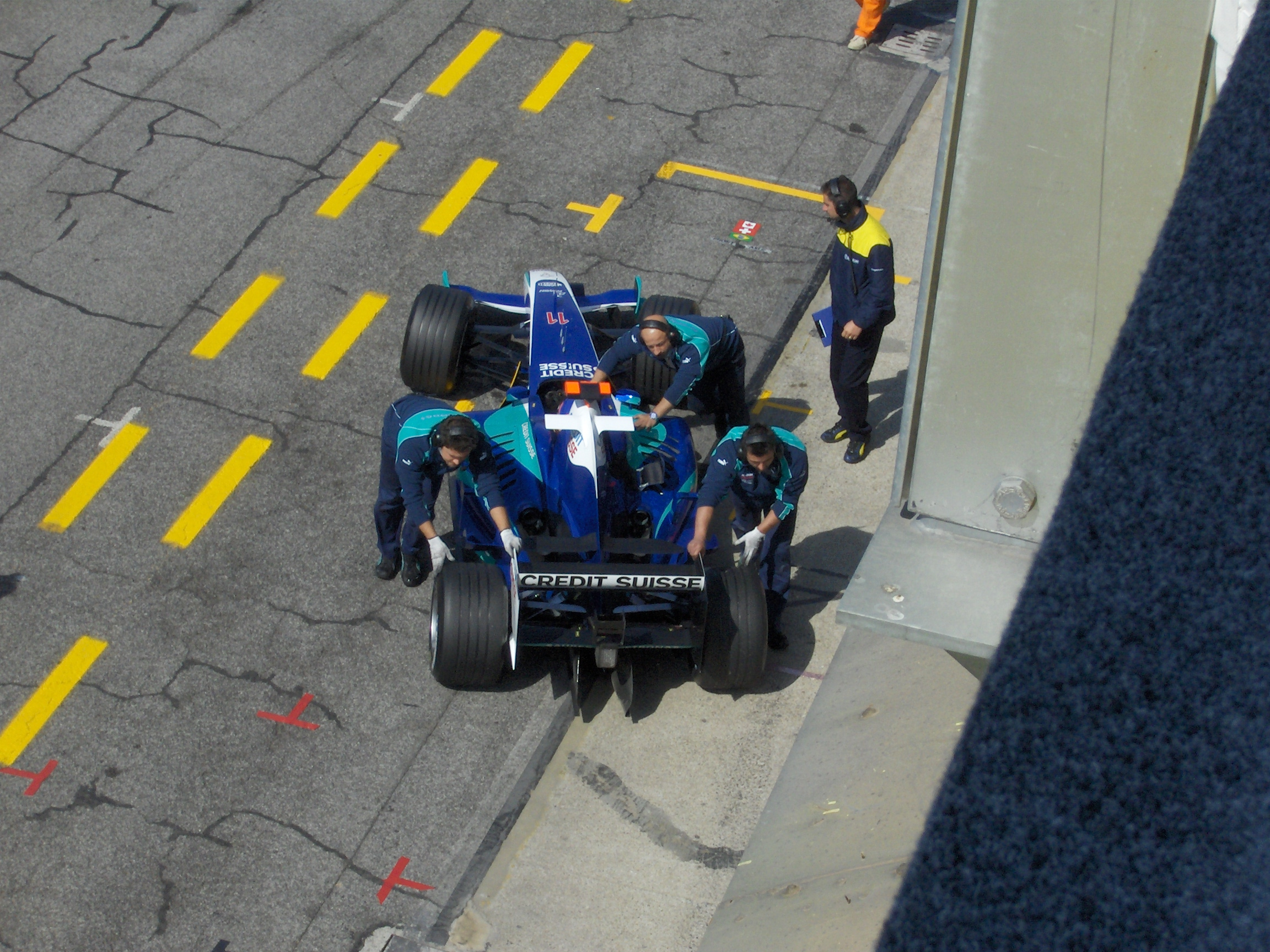
Jacques Villeneuve v boxech při Grand Prix San Marina 2005.

Sauber C24 měl být představen v Kuala Lumpur, v v Malajsii dne 11. ledna u příležitosti 10. výročí společnosti Petronas, ale událost byla zrušena kvůli zemětřesení v Indickém oceánu v roce 2004. Tento vůz byl prvním vozem kompletně navrženým týmem s novým aerodynamickým tunelem v Hinwilu. Motor byl Petronas 05A 3,0 V10.

## Sponzorství a zbarvení
Sauber vstoupil do sezóny 2005 s kontinuitou sponzorství. Zbarvení prošlo změnou kvůli odchodu sponzora Red Bull, který do série nastoupil samostatně jako Red Bull Racing, když ukončil devítileté partnerství se Sauberem. Zbarvení přední části přídě byla změněna na modrou kvůli použití pneumatik Michelin, dříve byla barva přídě v sezónách 2001 až 2004 bílá. Hlavním sponzorem týmu byla banka Credit Suisse.

## Sauber C24B
Tým Sauber převzalo od sezóny 2006 BMW. Vnikla B-varianta vozu C24 vybavená motorem BMW P86 V8, která byla použita v prvních testech mezi sezónami 2005 a 2006 v rukou Nicka Heidfelda a Jacquese Villeneuvea. Dne 27. listopadu 2005 se Heidfeld zúčastnil montáže sedadel Sauberu se svým bývalým šéfem Peterem Sauberem. Ve dnech 28. listopadu až 2. prosince 2005 se Heidfeld zúčastnil mimosezónního testování v Barceloně ve voze C24B s pneumatikami Michelin. Ve dnech 7. až 17. prosince 2005 se Heidfeld a Villeneuve zúčastnili mimosezónního testování na okruhu Jerez se stejným vozem. Těsně před představením BMW Sauber F1.06 se Heidfeld ve dnech 10. až 13. ledna 2006 zúčastnil mimosezónního testování s vozem C24B v plně bílém prozatímním provedení.

## Kompletní výsledky ve Formuli 1
| Legenda k tabulce | Legenda k tabulce                                                                       |
| Barva             | Výsledek                                                                                |
| ----------------- | --------------------------------------------------------------------------------------- |
| Zlatá             | Vítěz                                                                                   |
| Stříbrná          | 2. místo                                                                                |
| Bronzová          | 3. místo                                                                                |
| Zelená            | Bodované umístění                                                                       |
| Modrá             | Nebodované umístění                                                                     |
| Modrá             | Dokončil neklasifikován (NC)                                                            |
| Fialová           | Odstoupil (Ret)                                                                         |
| Červená           | Nekvalifikoval se (DNQ)                                                                 |
| Červená           | Nepředkvalifikoval se (DNPQ)                                                            |
| Černá             | Diskvalifikován (DSQ)                                                                   |
| Bílá              | Nestartoval (DNS)                                                                       |
| Bílá              | Závod zrušen (C)                                                                        |
| Světle modrá      | Pouze trénoval (PO)                                                                     |
| Světle modrá      | Páteční testovací jezdec (TD)                                                           |
| Bez barvy         | Netrénoval (DNP)                                                                        |
| Bez barvy         | Vyřazen (EX)                                                                            |
| Bez barvy         | Nepřijel (DNA)                                                                          |
| Bez barvy         | Odvolal účast (WD)                                                                      |
| Bez barvy         | Nezúčastnil se (prázdné)                                                                |
| Označení          | Význam                                                                                  |
| Tučnost           | Pole position                                                                           |
| Kurzíva           | Nejrychlejší kolo                                                                       |
| †                 | Jezdec nedojel do cíle, ale byl klasifikován, protože odjel více než 90 % délky závodu. |
| ‡                 | Byl udělován poloviční počet bodů, protože bylo odjeto méně než 75 % délky závodu.      |
| Horní index       | Umístění bodujících jezdců ve sprintu                                                   |

| Rok  | Tým             | Motor        | Pneumatiky | Jezdci             | 1   | 2   | 3   | 4   | 5   | 6   | 7   | 8   | 9   | 10  | 11  | 12  | 13  | 14  | 15  | 16  | 17  | 18  | 19  | Body | Umístění |
| ---- | --------------- | ------------ | ---------- | ------------------ | --- | --- | --- | --- | --- | --- | --- | --- | --- | --- | --- | --- | --- | --- | --- | --- | --- | --- | --- | ---- | -------- |
| 2005 | Sauber Petronas | Petronas V10 | M          |                    | AUS | MAL | BHR | SMR | ESP | MON | EUR | CAN | USA | FRA | GBR | GER | HUN | TUR | ITA | BEL | BRA | JPN | CHN | 20   | 8. místo |
| 2005 | Sauber Petronas | Petronas V10 | M          | Jacques Villeneuve | 13  | Ret | 11† | 4   | Ret | 11  | 13  | 9   | DNS | 8   | 14  | 15  | Ret | 11  | 11  | 6   | 12  | 12  | 10  | 20   | 8. místo |
| 2005 | Sauber Petronas | Petronas V10 | M          | Felipe Massa       | 10  | 10  | 7   | 10  | 11† | 9   | 14  | 4   | DNS | Ret | 10  | 8   | 14  | Ret | 9   | 10  | 11  | 10  | 6   | 20   | 8. místo |